# Vagbhata
Vagbhata (India, siglo VII) es uno de los tres escritores clásicos de la medicina ayurvédica, junto con Charaka (de quien fue discípulo) y Susruta, a quienes cita con frecuencia en sus obras.
Fue autor del Astanga-samgraja y el Astanga-jridaia-samjita, escritos en sánscrito, con un total de 7000 sutras.
Recopiló textos de la medicina ayurvédica: hay pasajes sobre cirugía, oftalmología, exorcismos, mantras mágicos para curar enfermedades, afrodisíacos, hierbas para curar el mal de amores, etc.
Según Vagbhata, el 85 % de las enfermedades se pueden curar sin un médico; solo el 15 % de las enfermedades requiere un médico.
Entre sus discípulos, Chandranandana escribió un texto budista en sánscrito que Vairotsana tradujo al idioma tibetano con el nombre de Rgyud-bzhi, que se convertiría en el libro de referencia de la medicina tradicional tibetana.